# История Республики Коми
Республика Коми — республика, находящаяся на северо-востоке Европейской части Российской Федерации, в пределах Печорской и Мезенско-Вычегодской низменностей, Среднего и Южного Тимана, западных склонов Уральских гор (Северный, Приполярный и Полярный Урал).

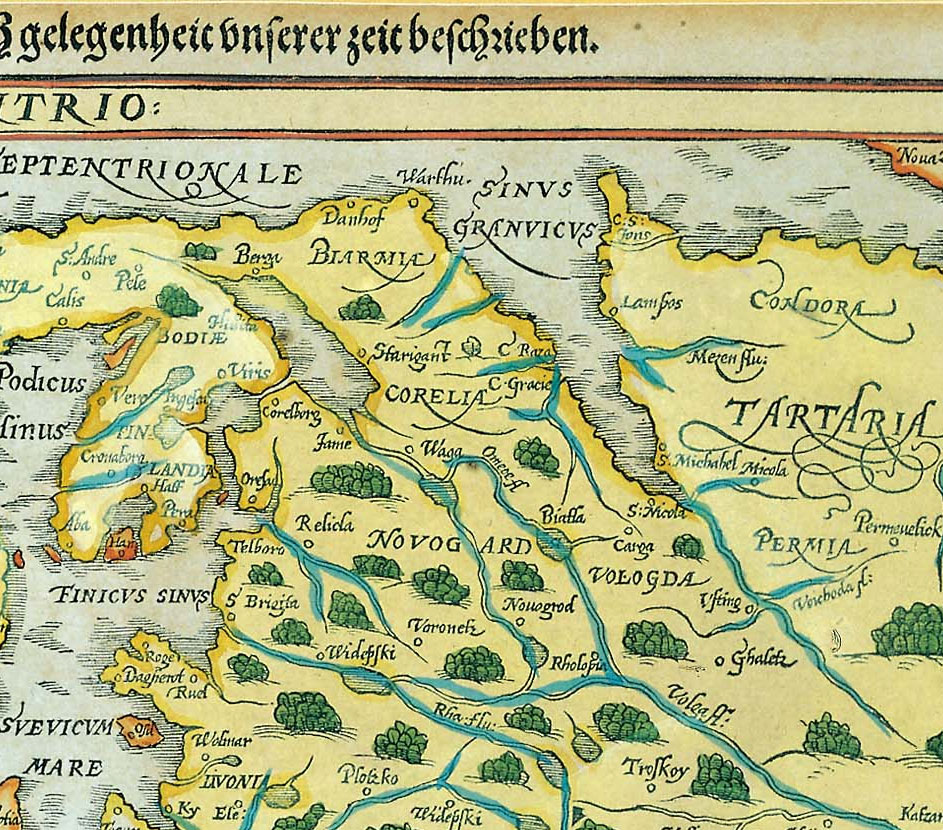
Карта севера России, включая Пермь («Permia»). Автор: Герхард Меркатор (Амстердам, 1595 год.).

## Ранний период
Древнейшая стоянка человека современного типа в европейской Арктике Мамонтовая курья датируется возрастом в 37,5 тыс. лет.
Верхнепалеолитическая стоянка Бызовая на средней Печоре (64° с. ш.), возле деревни Бызовая датируется возрастом ок. 32 тыс. лет. Она связана с естественным «кладбищем мамонтов». В её индустрии прослеживаются формы, характерные для костёнковско-стрелецкой культуры.
Время существования стоянки в Медвежьей пещере — ок. 30 тыс. лет назад.
Второй эпизод проникновения человека на Крайний Север после длительного перерыва, обусловленного крайне неблагоприятным климатом начался в конце верхнего палеолита около 13 тыс. лет назад. Каменные орудия на стоянке «Мартюшевская VIII» эпохи мезолита, которая находится рядом с посёлком Мылва в Троицко-Печорском районе, датируются VI тысячелетием до н. э. На стоянке найден очаг диаметром 1×2,5 м, насыщенный углями и фрагментами костей животных. Мезолитические памятники Турун-Нюр I и Топыд-Нюр V расположены в бассейне Печоры. На Средней Печоре в Топыд-Нюре V раскопано жилище с выявленными контурами (овальная полуземлянка).
Неолит в бассейне Вычегды, Северной Двины, Мезени и Печоры (IV — середина III тыс. до н. э.) представлен черноборской (с ямчатой и ямчато-валиковой керамикой) и камской культурами, эньтинским, пинежско-вычегодским и конецборским культурными типами (с гребёнчатой), притиманской (с ямочно-гребёнчатой) и синкретической вычегодско-вятской культурой.
Поселения Эньты I на берегу озера Эньты (ранний комплекс), Чёрная Вадья, Черноборская III (в бассейне Печоры), Ниремка III, Кочмас А, Ревью I входят в черноборскую группу раннего неолита с накольчатой керамикой. Стоянка Очью Катище находится к югу от посёлка Том в правобережье реки Ижмы. На находящейся в 2 км к северу стоянке Вылыс Том 2 мезолитический горизонт датируется возрастом 8,7 тыс. лет назад. Раннее поселение Эньты I у сыктывкарского посёлка Седкыркещ относится к стоянкам черноборского типа. Поздний комплекс имеет сходство с такими стоянками, как Эньты П, Вис I, II и др., где заметно влияние камской культуры.
Стоянка эпохи неолита Пезмогты 5 на реке Вычегде близ села Пезмог датируется первой половиной V тыс. до н. э. Поселение финального неолита Ваднюр I на реке Вычегде близ посёлка Седкыркещ датируется IV тыс. до н. э. Поселение позднего неолита — энеолита Чужъяёль I на реке Мезени близ села Чернутьево датируется IV—III тыс. до н. э.
Эпоха энеолита (конец III — первая половина II тыс.) характеризуется гребенчатой керамикой из глины с неорганической примесью (конецборский и ортинский культурные типы), пористой гребенчатой (галовский тип), синкретической (поселения мармугинского и ниремского типов), накольчато-гребенчатой посудой (усогорский тип), абашевскими и абашоидными
материалами, захватывающими и бронзовый век. В начале эпохи энеолита арктическая и субарктическая зоны Припечорья были заселены носителями нео-энеолитической чужъяёльской культуры. Леса распространяются вплоть до побережья Баренцева моря.
Поселение эпохи энеолита Вис 2 близ озера Синдорское датируется III тыс. до н. э. Поселение эпохи энеолита Угдым I на реке Вычегде близ села Нёбдино датируется III — первой половиной II тыс. до нашей эры.
На водораздельных озерах Центрального Тимана зафиксированы материалы чойновтинской культуры.
В районе села Серёгово археологами обнаружено поселение раннего медно-бронзового века (первая половина II тысячелетия до н. э.).
К эпохе бронзы на Центральном Тимане относятся атаман-нюрская и лебяжская культуры. К числу памятников ранней бронзы относятся атаман-нюрские (Атаман-Нюр I) поселения гребенчато-ямочной керамики. Самые северные её поселения (Ягель) выявлены на реке Усе около Северного полярного круга. В конце бронзового века на территорию Большеземельской и Малоземельской тундр из-за Урала приходят носители коршаковской культуры.
В период максимального похолодания во второй половине I тыс. до н. э. происходит отток человеческих коллективов из арктической зоны Припечорья. Археологические памятники в это время расположены только в пределах таёжной зоны Печорского Приполярья.
Памятники ананьинской культурной общности открыты в бассейнах Вычегды и Печоры. Керамика раннего железного века была выявлена на поселениях Мыелдино, а также Вис I, Вис II и Вис III. В. И. Канивец древности ананьинского времени датировал VIII—III веками до н. э. К начальному этапу ананьинского времени (VII—VII века до н. э.) относятся культурные типы Ласта и Чаркабож, к развитому периоду ананьинского времени (VI—III века до н. э.) — Ямашор и Перный. На основе предшествующих культурных типов ананьинской общности в бассейне Печоры и Мезени складывается пиджская культура, в бассейне Вычегды — джуджыдъягская культура. В конце III века до н. э. культуры ананьинской историко-культурной общности сменяются культурами гляденовской общности (конец III—II века до н. э. — IV—первая половина V века н. э.).
В первой половине I тыс. н. э. в ходе взаимодействия носителей пиджской и кулайской культур в Печорском бассейне формируется бичевницкий культурный тип. Бичевницкая культура сформировалась на основе взаимодействия местного финно-пермского и пришлого угро-самодийского населения. Бичевницкие памятники второй половины I тыс. н. э. были распространены в лесной и тундровой зонах Печорского Приуралья, в равнинной части и на водораздельных озёрах Тиманского кряжа. Керамика бичевницкого типа встречается также на Верхней Вычегде и в Нижнем Приобье, изредка — в средней части Вычегодского бассейна. Судя по находкам фаунистических остатков, на бичевницких поселениях основными объектами охоты были бобр и северный олень. Бичевницкая культура входила в более широкий этнокультурный ареал расселения родственных племён нижнеобского происхождения. Впервые бичевницкие памятники, объединённые в «культурный тип», были выделены В. И. Канивцом, который считал, что бичевницкий культурный тип сменил гляденовскую культуру в начале I тыс. н. э.
В V—VI веках бассейн Вычегды из Прикамья приходят воинственные скотоводы-кочевники, оставившие после себя курганные могильники. На Веслянском I могильнике ранние погребения пришлых людей совершены под курганными насыпями, а поздние погребения — уже в обычных грунтовых ямах, как у местного населения. Могильник относится к VI—VII векам, подобные могильники открыты на Нившере (Борганъельский, Юванаягский) и на Сысоле (Шойнаягский).
В VI—VIII/X веках на Северо-Востоке Европейской части России (территория современного расселения коми) известна ванвиздинская культура, носители которой, предположительно, говорили на финно-пермских языках и были предками коми-зырян. Она представлена неукреплёнными поселениями и грунтовыми могильниками. Ванвиздинская культура местного населения является потомком предшествующей гляденовской культуры эпохи раннего железа. Она получила название по поселению, открытому в 1919 году близ деревни Ванвиздино в Усть-Вымском районе. Известны памятники Висское II поселение (возле деревни Синдор), Угдым II, Шойнаты I на Средней Вычегде, Евдинский на Выми, Лозым на Сысоле, Весляна I на Выми, Усогорск III.

## XI—XII века
К XI—XII веку коми были отодвинуты до Уральских гор русскими княжествами, выход к морю был закрыт Новгородской республикой. Вытесненное население попало под влияние русских княжеств.
Вымская культура предков коми-зырян XI—XIV веков (название происходит от реки Вымь) сформировалась на основе вычегодского варианта ванвиздинской культуры при участии прибалтийских финнов и славян.

## Пермь Великая (XIV век)
В 1380 году на Куликовскую битву на помощь Дмитрию Донскому пермяки прислали боевые отряды численностью 800 человек.
В 1383 году была образована Пермская епархия, первым епископом которой был поставлен Стефан Пермский
Исторической достопримечательностью Республики Коми является село Ыб (Сыктывдинский район)), самый древний населённый пункт на территории России из начинающихся на букву «Ы». Село известно с 1586 года. Составленная писцовая книга, точнее «Сотная с писцовых книг 1586 г. И. Г. Огарева и подъячего Ф. Юрьева на Сысольскую волость» является первым письменным источником по истории Ыба. Согласно этой «Сотной грамоте», в 1586 году в Ыбе имелось два погоста — Иб Большой и Иб Меньшой, вокруг которых располагались деревни и починки. В Ибе Большом стояли две деревянные церкви Николая Чудотворца и пророка Ильи («и во всех церквах образы и книги, и свечи, и сосуды мирские»), 4 двора церковнослужителей, торгового человека и сотника. В амбаре на погосте хранился арсенал, вывезенный из Соснового городища: «2 пищали затинныи да пищаль затинная переломлена, да 14 ручниц невеликих заржавели, а иные без станков, да зелья по смете за пуда с полтара, а весити было нечем, да свинцу пуд без четверти, да 707 ядер железных затинных пищалей». За нарядом присматривали сотник Федор Иванов сын Большево, целовальник Ларион Иванов, Жданко Попов и «все крестьяне Ибского погоста».

## Средние века
В Средние века земли коми входили в состав владений Новгородской республики, в конце XV века отошли к Московскому княжеству.
Важнейшим товаром, вывозимым за пределы территории, была пушнина. Из-за сурового климата и отсутствия круглогодичных путей сообщения территория долгое время оставалась малонаселённой.
В России первое письменное упоминание о получении нефти появилось в XVI веке. В процессе освоения берегов реки Ухты русские колонисты заметили, что аборигены используют чёрную жидкость (нефть) в лечебных целях. По некоторым сведениям с реки Ухта по приказу царя Ивана Грозного была доставлена хрустальная чаша с нефтью, первой в Российском государстве. Нефть, собранная с реки Ухта, впервые была доставлена в Москву в 1597 году.
Начало Ухтинским нефтепромыслам, расположенным на реке Ухте и её притоках Чути, Яреге, Нижнему Доманику, Чибью и Лыаёль, было положено в 20-х годах XVI века.
В середине XVII века Соловецкий монастырь получил во владение деревню Удор около Серёговского соляного промысла. Для основания промысла соли руководство монастыря направило в Серёгово троих полномочных представителей. Вместе с ними прибыли 170 человек, включая 50 стрельцов. Между Соловецким монастырем и купцом Филатьевым (в 1678 году открыл небольшой промысел соли), с одной стороны, и местным солеваром Панкратьевым, с другой стороны, началась «война», описанная в челобитной второй стороны так: «… из луков стреляли и бердышами рубили, и рогатинами кололи и человека его Ивашка Якимова застрелили до смерти, четырёх человек ранили и рабочих 5 дворов сожгли». Панкратьев в Москве сумел возбудить судебное дело против конкурентов, добился смены яренского воеводы (покровителя Филатьева), нанял и отправил в Серёгово 20 «своих» устюжских стрельцов. После этого промысел Филатьева пришёл в упадок, а Соловецкий монастырь отказался от своих притязаний на добычу соли.

## Российская империя
В 1745 году рудоискатель Г. И. Черепанов «сыскал» нефтяной ключ, который истекал со дна реки. Вероятно, на его базе архангельский рудоискатель Ф. С. Прядунов основал промысел. В 1745 году Берг-коллегия, учреждённая Петром Великим в 1719 году для заведования горным производством, разрешила основать на р. Ухте первый в России нефтяной «завод», который в 1753 году перешёл к вологодскому купцу А. И. Нагавикову, а затем к яренскому купцу М. С. Баженову.
В XVIII веке основными административными единицами стали губернии, которые делились на уезды. Печорский край входил в Архангелогородскую губернию в составе 3 уездов — Яренского, Сольвычегодского и Пустозерского (Печорского).
В 1780 году Яренский уезд Архангельской области Вологодского наместничества был разделен на Яренский и Усть-Сысольский уезды. Уезды объединяли многочисленные волости.
Накануне Октябрьской революции большая часть Печорского края входила в состав Архангельской губернии, небольшие территории края входили также в состав Вологодской и Вятской губерний.

## СССР
Февральская и Октябрьская революции 1917 года способствовали развитию национальных общественных движений. После февральских событий появились идеи национального самоопределения коми народа, высказанные коми солдатами. Эти идеи активно обсуждались в учительской среде, а также на съездах советов. Уже в начале 1918 года вопрос о создании национальной государственности коми народа был поставлен со всей определённостью. На учредительном съезде, состоявшемся 17 января 1918 года, было предложено «установить автономию на совершенно свободных началах в порядке внутреннего управления…» Все усилия партийных и государственных органов были сконцентрированы на этом предложении, ставшим предметом обсуждения на первом всезырянском съезде коммунистов в январе 1921 г. В принятой на съезде резолюции говорилось: «…а) в целях быстрого возрождения народа коми необходимо объединить всех коми в одну административную единицу с управлением, соответствующим общему социалистическому строю республики, с одной стороны, и особенностям духа зырян».
22 августа 1921 года была образована Автономная область Коми (Зырян). В состав области вошли Усть-Сысольский уезд полностью, 21 волость с коми населением Яренского уезда, Ижмо-Печорский уезд (большая часть Печорского уезда). Несколько позже, в 1923 году, в состав области были переданы Верхнепечорские (Троицко-Печорская, Савиноборская, Щугорская) волости Чердынского уезда Пермской губернии, а в 1929 году в состав Коми области вошли Слудская волость и Усть-Цильма.
В 1929 году были образованы: Ижемский, Прилузский, Сыктывдинский, Сысольский, Удорский, Усть-Вымский, Усть-Куломский и Усть-Цилемский районы. По решению ВЦИК и СНК РСФСР от 14 января 1929 года Коми автономная область вошла в состав Северного края с центром в городе Архангельске.

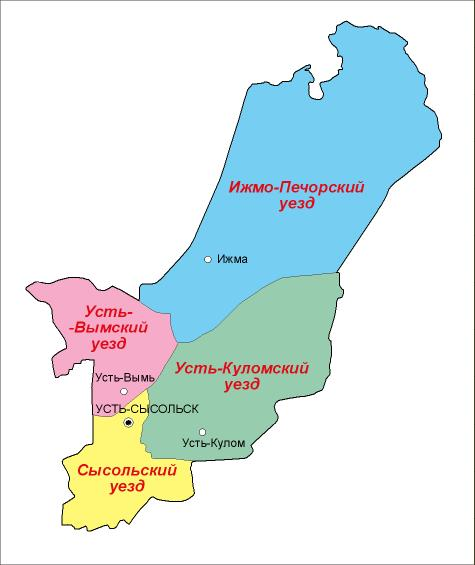
Автономная область Коми (Зырян) — административно-территориальная единица на северо-западе РСФСР с 1921 года по 1936 год.

Летский район с центром в селе Летка был образован в автономной области коми (зырян) Северного края 10 февраля 1935 года путём выделения из состава Прилузского района.
5 декабря 1936 года Коми автономная область была преобразована в Коми АССР и вошла непосредственно в состав РСФСР.
Промышленное развитие Коми и увеличение численности населения республики в 1930—1950-х годах связано с деятельностью ГУЛАГа и его подразделений (Ухтпечлаг и другие).
В начале 1930-х годов в Коми были разведаны большие запасы каменного угля, который начали добывать в годы Великой Отечественной войны, чтобы компенсировать потерю Донбасса.
В 1937 года на левом берегу реки Воркута началось строительство шахты № 1 «Капитальная». Указом Президиума Верховного Совета РСФСР от 9 января 1940 года посёлок шахты «Капитальная» был преобразован в посёлок Воркута Большеземельского района (центр — в посёлке Хоседо-Хард) Ненецкого национального округа Архангельской области. В октябре 1942 года Воркута была передана в состав Кожвинского района Коми АССР.
Тогда же для вывоза угля, нефти и древесины заключёнными была проложена железная дорога «Ухта — Печора — Инта — Воркута». 28 декабря 1941 года из Воркуты был отправлен первый поезд по Северо-Печорской железной дороге. В середине лета 1942 года магистраль была введена в постоянную эксплуатацию на участке «Воркута—Котлас—Коноша».
В начале 1942 года на реке Уса вспыхнуло вооруженное восстание Усть-Усинских заключенных, первое в советском ГУЛАГе. 22 июля — 1 августа 1953 года в Воркуте произошло Воркутинское восстание заключённых в Особом лагере № 6 «Речлаг» — одно из крупнейших в СССР. В конце 1950-х годов система ГУЛАГа была ликвидирована, однако большое количество мест лишения свободы в Коми существует до сих пор.
На территории Воркутинского района были произведены два мирных ядерных подземных взрыва. Первый взрыв был произведён 2 июля 1971 года на глубине 542 метра в 20 км от Воркуты, недалеко от железнодорожной станции Хановей. Второй — 29 августа 1974 года на глубине 583 метра недалеко от станции Сейда близ Воркуты. Взрывы имели хозяйственное значение: с их помощью зондировали в научных целях глубинные слои Земли.
Основные даты административно-территориальных изменений:
- 22 августа 1921 — образование Автономной области Коми (Зырян) в составе РСФСР;
- 5 декабря 1936 — преобразование в автономную республику в составе РСФСР — Коми АССР;
- 24 мая 1991 — преобразование в республику в составе РСФСР — Коми ССР[16].

## Российская Федерация
Даты основных официальных событий:
- 12 января 1993 — Коми ССР преобразована в Республику Коми[17];
- 17 февраля 1994 — принята конституция Республики Коми;
- 8 мая 1994 — первые выборы главы Республики Коми;
- 6 июня 1994 — утверждена государственная символика Республики Коми — герб, флаг и гимн.

C распадом СССР промышленность Коми пережила кризис, закрылись многие шахты, что привело к большому оттоку населения из республики (за 1990—2007 годы число жителей Коми сократилось на 22 %). После закрытия в 1996 году посёлка Хальмер-Ю, его территория используется как военный полигон под условным названием «Пембой», по которому в 17 августа 2005 года в ходе учений стратегической авиации стрелял президент РФ Владимир Владимирович Путин[значимость факта?].
В 2016 году произошёл взрыв на шахте «Северная», в результате которого погибли 31 забойщик и 5 спасателей.